# Svend Paludan-Müller
Svend Paludan-Müller

Link zum Bild

(Bitte Urheberrechte beachten)
Svend Bartholin Paludan-Müller (* 30. Oktober 1885 in Mou bei Aalborg; † 26. Mai 1944 in Gråsten) war ein dänischer Offizier und Angehöriger des dänischen Widerstands. Er widersetzte sich dem Versuch der Gestapo und deutscher Soldaten, ihn zu verhaften, in einem dreistündigen Feuergefecht und wurde schließlich tot in den Trümmern seines abgebrannten Hauses gefunden. Die Umstände seines Todes machten ihn ganz in Dänemark bekannt, denn kein anderer Däne starb während der deutschen Besatzung Dänemarks im Zweiten Weltkrieg in einem derart ungleichen Kampf als einzelner gegen eine deutsche Übermacht von ca. 40 Personen.

## Leben

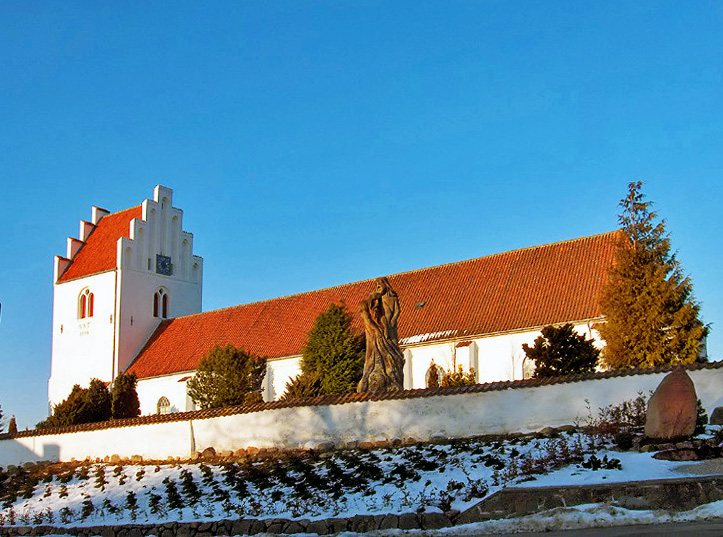
Die Kirche von Snesere, wo Paludan-Müllers Vater Pastor war

Paludan-Müller stammte aus einer alten dänischen Pastorenfamilie und wuchs auf dem Pastorenhof in Snesere im Süden Seelands auf. Nachdem er 1903 seine Wehrpflicht abgeleistet hatte, schlug er die Offizierslaufbahn ein. 1917 wurde er Kompaniechef des 20. Bataillons in Slagelse. 1922 musste er die Armee verlassen, weil die Armee verkleinert und viele Offiziere überflüssig wurden. Paludan-Müller betrieb nun fünf Jahre lang Landwirtschaft in Tølløse auf Seeland und arbeitete anschließend bei der Karten- und Bildersammlung der Königlichen Bibliothek in Kopenhagen. Zu dieser Zeit übersetzte er auch einige englischsprachige Gedichte ins Dänische. 1926 wurde er zum Ritter des Dannebrogordens ernannt.
1930 trat Paludan-Müller wieder ins Militär ein, wurde Oberstleutnant und Chef des 28. Bataillons. 1933 bewarb er sich erfolgreich für die Position des stellvertretenden Befehlshabers der Grenzgendarmerie und wurde bereits 1934 Oberst und Leiter der Einheit. Die Grenzgendarmerie war ein Militärkorps, das der dänische König Frederik VI. 1839 gegründet hatte, um die dänische Grenze vor Schmugglern und illegalen Grenzübertritten zu schützen. 1935 verurteilte Paludan-Müller den völkerrechtswidrigen Angriff des faschistischen Italien auf Abessinien in einem Zeitungsartikel scharf. Nach Protest des italienischen Botschafters in Dänemark wurde Paludan-Müller für einen halben Monat ohne Gehalt beurlaubt. 1937 wurde ihm auch noch das Ehrenzeichen des Dannebrogordens verliehen; damit durfte er sich „Dannebrogsmann“ nennen.
Als die deutsche Wehrmacht am 9. April 1940 Dänemark überfiel, wurde die dänische Grenze von Grenzgendarmen bewacht; drei von ihnen wurden an diesem Tag getötet. Paludan-Müller war sich aber darüber im Klaren, dass ein ernsthafter militärischer Widerstand von der Grenzgendarmerie nicht geleistet werden konnte, doch beteiligte er sich nun, nach dem deutschen Einmarsch, an der Organisation des dänischen Widerstands in Nordschleswig. Insbesondere trieb er 1943/1944 den Aufbau militärischer „Wartegruppen“ (dän.: ventegrupper) im Untergrund voran, welche sich zunächst ruhig verhalten und dann nach dem Zusammenbruch der deutschen Herrschaft die alliierten Truppen unterstützen sollten.

## Letzter Kampf

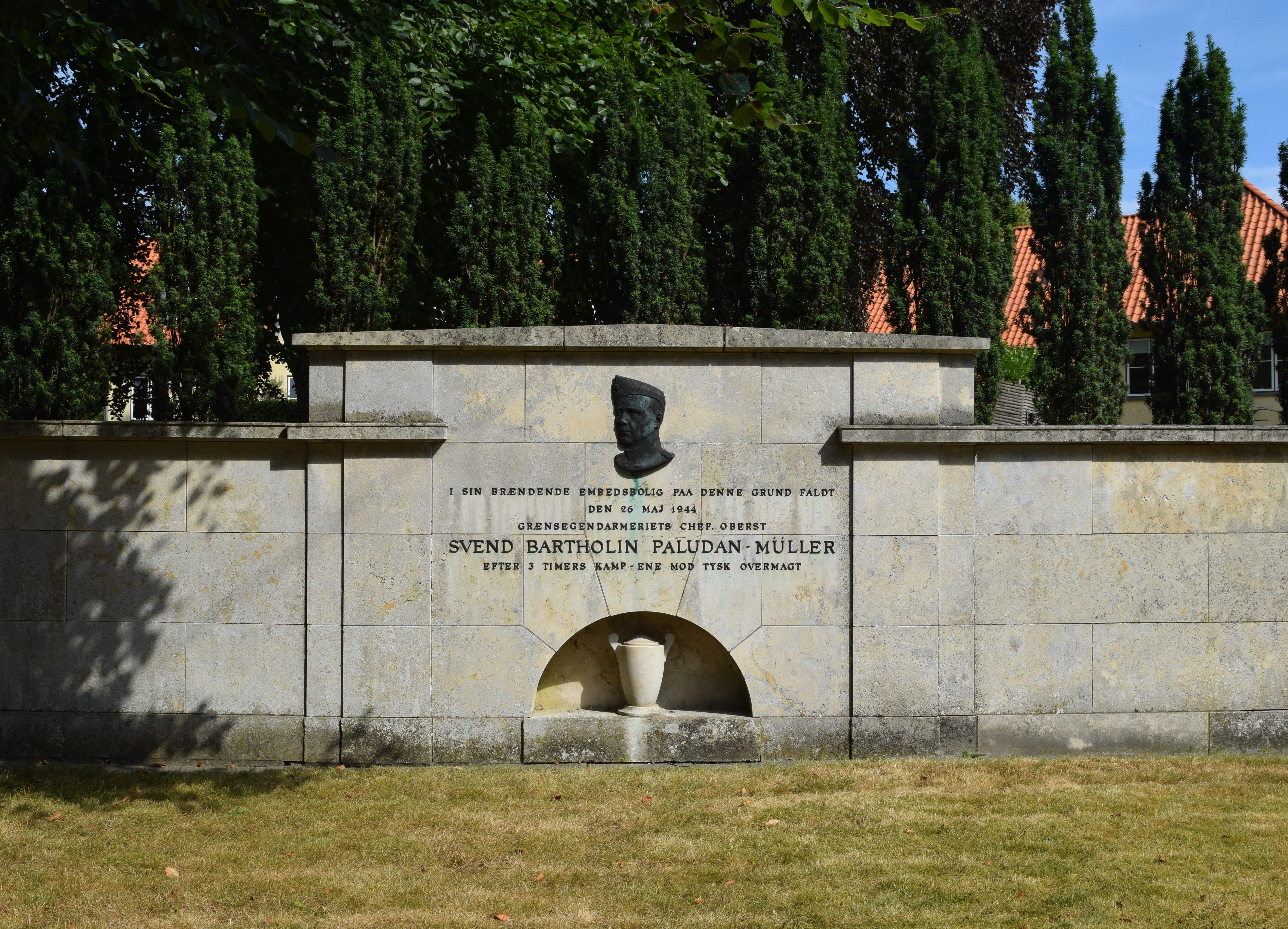
Gedenkmauer für Svend Paludan-Müller in Gråsten

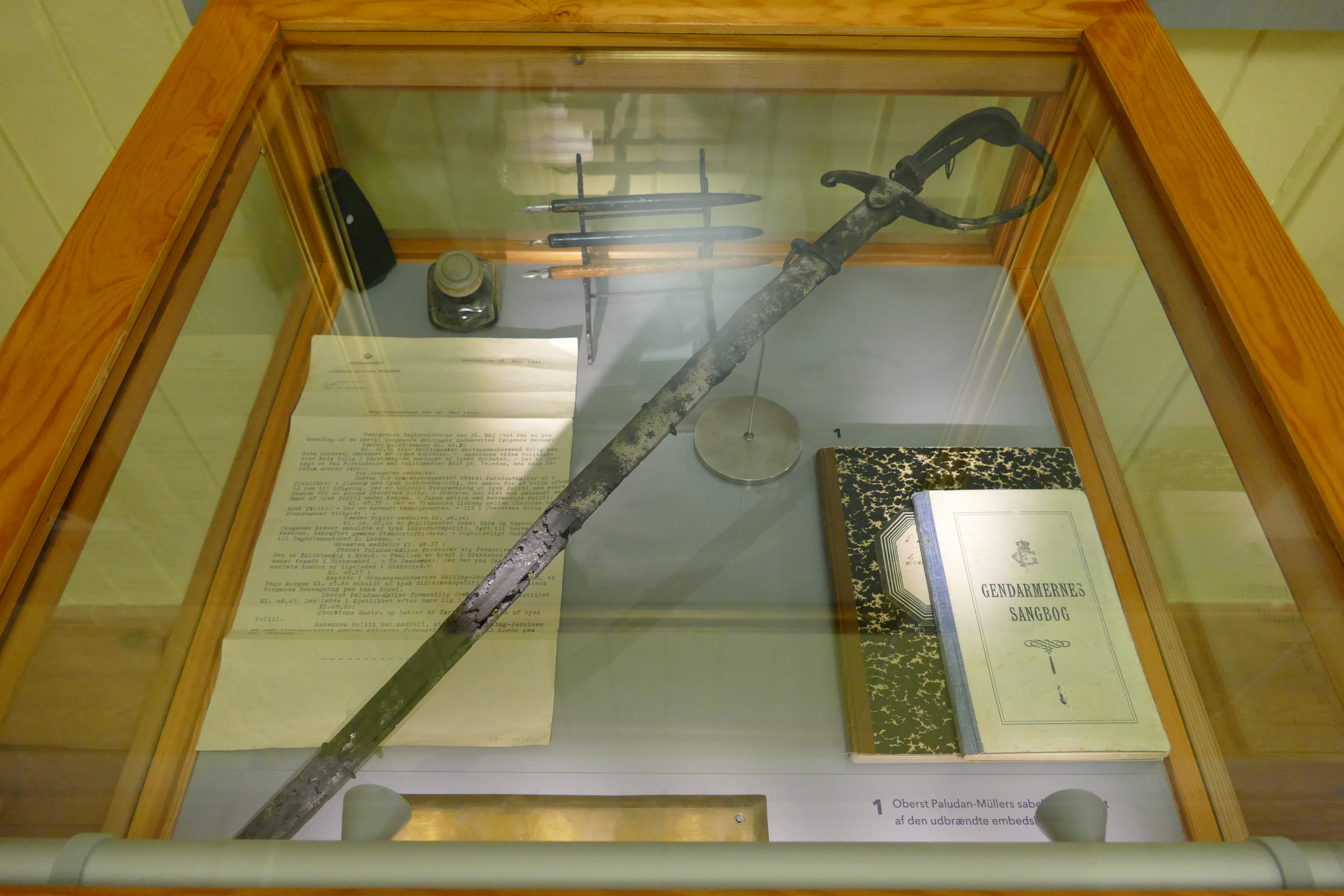
Vitrine für Svend Paludan-Müller im Museum Internierungslager Frøslev mit seinem Säbel, der aus seinem niedergebrannten Haus geborgen wurde

Am 26. Mai 1944 sollte Svend Paludan-Müller in der sogenannten Polizeimeisteraktion zusammen mit 18 weiteren führenden dänischen Polizeibeamten verhaftet werden. Um 5.30 Uhr morgens hämmerten Gestapobeamte an die Tür von Paludan-Müllers Dienstwohnung in Gråsten und gaben an, sie wollten ihn sprechen. Paludan-Müller rief durch die geschlossene Tür: „Wenn Sie mich sprechen wollen, bin ich um 10 Uhr in meinem Büro anzutreffen. Auf jeden, der hier ohne meine Erlaubnis eindringt, werde ich schießen.“ Als die Tür dann aufgesprengt wurde, tötete Paludan-Müller den zuerst eindringenden deutschen Soldaten mit einem Schuss aus seiner Dienstwaffe.
Darauf zogen sich die Deutschen zurück, und Paludan-Müller verbarrikadierte die Tür und schickte seine Frau, seine Tochter und die Haushaltshilfe in den Keller. Die Deutschen begannen seine Dienstwohnung zu beschießen, bis Verstärkung eingetroffen war, und der Schusswechsel riss die Einwohner von Gråsten aus dem Schlaf. Der örtliche Polizeidirektor Bjerre rief beim Pfarrer von Gråsten, Propst C. Hvidt, an, der nicht weit von Paludan-Müller wohnte, und bat ihn um seine Intervention. Tatsächlich erhielt Hvidt die Erlaubnis der Gestapo, ins Haus zu gehen, und konnte es mit den drei Frauen aus dem Keller wieder verlassen. Paludan-Müller lehnte es jedoch ab, sich zu ergeben, und ließ sich segnen. Hierüber berichtete Propst Hvidt später:

„Ich habe noch nie einem Menschen unter so dramatischen und ergreifenden Umständen den Segen gespendet. Hier kniete ein Mann, der wusste, dass er bis zum Letzten kämpfen und sterben würde. Er lag ganz friedlich auf den Knien, aber an seiner Seite lagen die Pistole und das geladene Gewehr. Er empfing die Gnade des Herrn. Als ich den Segen für den Oberst erteilt hatte, richtete er einige persönliche Bemerkungen an mich. Er war ganz ruhig und gelassen. Es gab nichts Aufgeregtes an ihm. Es focht ihn nicht im Geringsten an, dass er nun zum letzten Kampf antreten würde. Äußerlich war ihm nichts anzumerken. Als ich die drei Frauen aus dem Keller geholt hatte, verabschiedete er sich von ihnen. Sie standen vor der Dachbodentreppe, und es gab einen kurzen Abschiedskuss für seine Frau und seine erwachsene Tochter und er sagte: „Auf Wiedersehen, und Gott sei mit euch.““

Von den Worten, die Paludan-Müller an Propst Hvidt richtete, ist folgendes überliefert:

„Mich bekommen die nicht lebend, und ich werde mein Leben so teuer wie möglich verkaufen. Die letzte Kugel hebe ich für mich selbst auf – unser Herrgott möge mir meine Sünde vergeben. Aber ich bitte Sie inständig, sich meiner Frau und meiner Tochter anzunehmen.“

Inzwischen war ein Sprengkommando mit Maschinengewehren, Handgranaten und Brandbomben eingetroffen und um die 40 Mann nahmen nun Paludan-Müllers Haus unter Feuer. Der Oberst verschanzte sich auf dem Dachboden und tötete noch vier weitere Deutsche, zwei Soldaten und zwei Gestapo-Männer, durch gut gezielte Schüsse. Zwei weitere wurden verletzt. Der Kampf endete um 8.45 Uhr, als das Haus lichterloh in Flammen stand. Etwa zehn Minuten später erklang ein einzelner Schuss, der sich nicht wie die anderen anhörte, und die Frau des Propstes Hvidt sagte: „Jetzt ist der Oberst gestorben.“ Am Nachmittag wurde Paludan-Müllers Leiche in den Ruinen gefunden.

## Folgen und Andenken

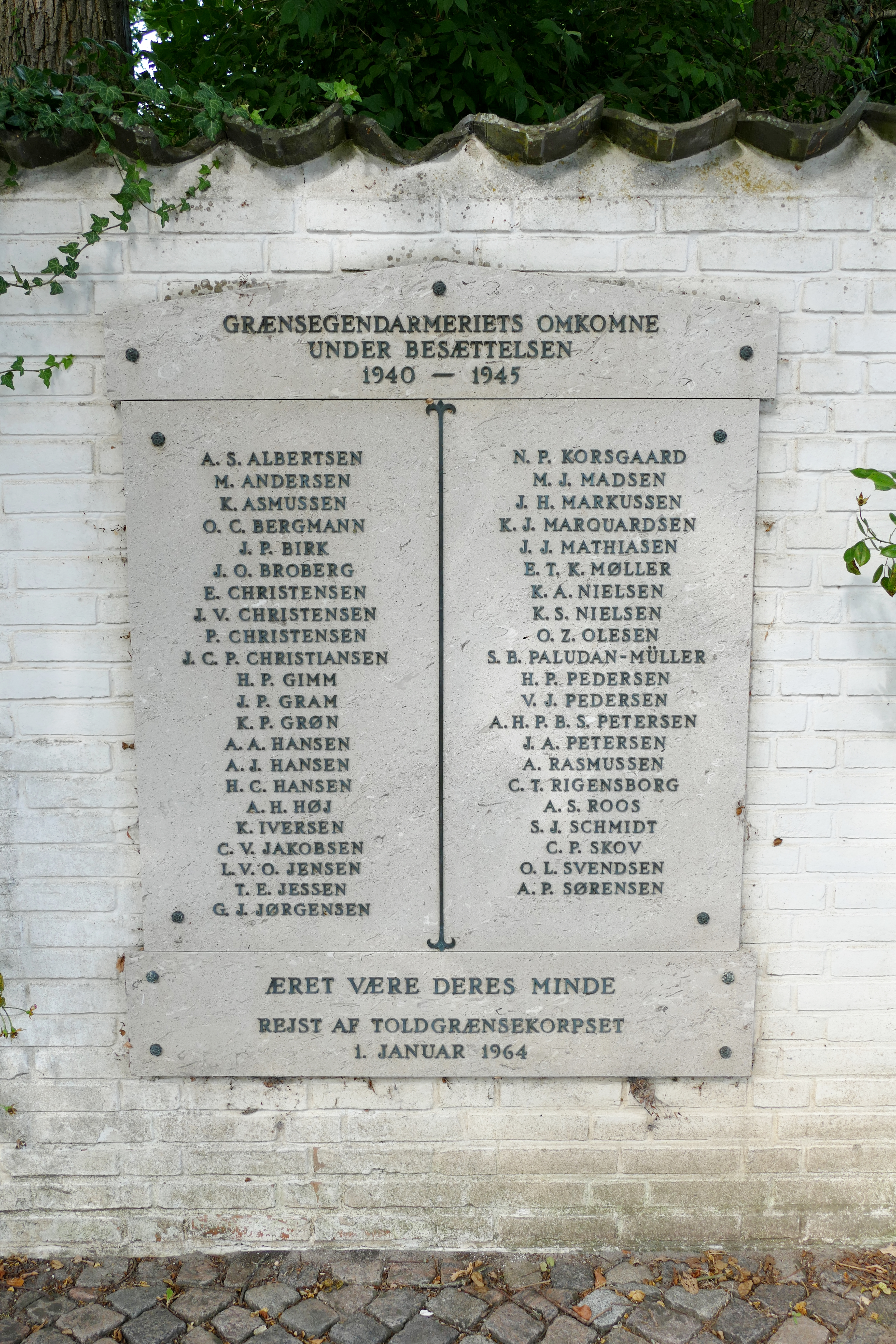
Gedenktafel in Gråsten für alle 1940–1945 ums Leben gekommenen Grenzgendarmen

Die Einwohner von Gråsten setzten noch am Vormittag des 26. Mai 1944 die Flaggen auf halbmast, stellten die Arbeit ein und schlossen die Geschäfte. Hauptmann Schmidt, der Befehlshaber der deutschen Garnison in Gråsten, drohte den Ort in Brand zu setzen und zehn Einwohner zu erschießen, wenn die Flaggen nicht bis 13 Uhr eingeholt und die Geschäfte wieder geöffnet würden. Der Befehl wurde jedoch von seinem Vorgesetzten in Aabenraa widerrufen, um die Situation zu deeskalieren. Da die Nazis einen Volksaufstand befürchteten, wurde Paludan-Müllers Beisetzung in Gråsten oder an einem anderen Ort in Sønderjylland verboten. Stattdessen erfolgte die Beisetzung in Snesere auf Seeland, dem Ort seiner Kindheit. Obwohl den Zeitungen der Abdruck von Todesanzeigen untersagt wurde, fanden sich zu Paludan-Müllers Beerdigung am Pfingstsonntag 2500 Menschen ein. Propst Hvidt aus Gråsten hielt eine Grabrede, von der die Zuhörer tief ergriffen wurden. Die deutschen Besatzer versuchten die Beerdigung durch laute Überflüge zu stören.
Paludan-Müllers Abwehrkampf trug ungewollt zur „Operation Möwe“ im September 1944 bei, bei der die deutsche Besatzungsmacht alle 337 Grenzgendarmen verhaftete. 291 kamen ins Internierungslager Frøslev und 141 davon nur wenige Wochen später ins KZ Neuengamme, wo 38 von ihnen starben.
Im Mai 1946, zum zweiten Todestag Paludan-Müllers, wurde in Gråsten eine Gedenkmauer an der Stelle errichtet, wo sich der Dienstsitz des Obersts befunden hatte. Die Inschrift lautet, aus dem Dänischen übersetzt: „Am 26. Mai 1944 fiel der Chef der Grenzgendarmerie, Oberst Svend Bartholin Paludan-Müller, in seiner brennenden Dienstwohnung an dieser Stelle nach dreistündigem Kampf – alleine gegen eine deutsche Übermacht.“ Auf einer gegenüberliegenden Mauer findet sich eine weitere Gedenktafel mit den Namen aller Grenzgendarmen, die 1940 bis 1945 ums Leben kamen. Sie befand sich ursprünglich am Haus der Grenzgendarmerie (dem heutigen Pastorenhof), wurde 1972 in der Rathaus-Vorhalle angebracht und 2009 an den heutigen Standort am Schlosshügel (dän.: slotsbakken) versetzt.